# Bruno Gama
Bruno Alexandre Vilela Gama (Vila Verde, Braga, 15 de noviembre de 1987) es un futbolista portugués. Juega de centrocampista y milita en el Kalamata F. C. de la Segunda Superliga de Grecia.

## Trayectoria
Bruno Gama se formó en las categorías inferiores del SC Braga. Debutó en liga con solo 16 años, el 10 de abril de 2004 en un partido contra el UD Leiria entrando en el minuto 62.
Ese mismo año ficha por el FC Porto donde juega durante dos temporadas en el equipo filial, aunque llega a jugar un partido con el primer equipo en liga el 16 de abril de 2005. Al no tener oportunidades en Oporto, se va cedido en la temporada 2006-2007 a su anterior club, el  SC Braga y las dos temporadas siguientes al Vitória Setúbal, donde consigue ganar la Copa de la Liga de Portugal en su primera edición en 2008.
En 2009 se va al Rio Ave FC, donde está dos años y juega 73 partidos en los que marca 9 goles.
Para la temporada 2011/2012 Gama ficha por el Deportivo de La Coruña por cuatro temporadas. Rápidamente se adapta al juego del equipo en la segunda división española, y junto con Andrés Guardado, Lassad y Riki forman uno de los ataques más poderosos de la segunda división.
Bruno Gama  es una de las grandes sensaciones de la temporada blanquiazul. Desde la banda derecha dejó un magnífico repertorio de asistencias y una cifra nada desdeñable de goles (7) en el regreso del equipo a primera división.
En agosto de 2013, al descender el Deportivo a la 2.ª División, es traspasado al FC Dnipro Dnipropetrovsk ucraniano, firmando por tres temporadas.
Al terminar su vinculación con el Dnipro, el 10 de junio de 2016 se anuncia su vuelta al Deportivo de La Coruña para reforzar al equipo durante los dos próximos años. En enero de 2018 rescinde su contrato con el Deportivo de La Coruña.

## Clubes
Actualizado al último partido jugado el 14 de mayo de 2017.
| Club          | Temporada     | Liga  | Liga  | Copas nacionales | Copas nacionales | Torneos continentales | Torneos continentales | Otros | Otros | Total | Total |
| Club          | Temporada     | Part. | Goles | Part.            | Goles            | Part.                 | Goles                 | Part. | Goles | Part. | Goles |
| ------------- | ------------- | ----- | ----- | ---------------- | ---------------- | --------------------- | --------------------- | ----- | ----- | ----- | ----- |
| Braga         | 2003/04       | 1     | 0     | 0                | 0                | -                     | -                     | -     | -     | 1     | 0     |
| Braga         | 2006/07       | 15    | 0     | 3                | 0                | 3                     | 1                     | -     | -     | 21    | 1     |
| Braga         | Total         | 16    | 0     | 3                | 0                | 3                     | 1                     | -     | -     | 22    | 1     |
| Porto         | 2004/05       | 1     | 0     | 0                | 0                | 0                     | 0                     | -     | -     | 1     | 0     |
| Porto         | Total         | 1     | 0     | 0                | 0                | 0                     | 0                     | -     | -     | 1     | 0     |
| Porto B       | 2004–05       | 23    | 3     | -                | -                | -                     | -                     | -     | -     | 23    | 3     |
| Porto B       | 2005–06       | 22    | 3     | -                | -                | -                     | -                     | -     | -     | 22    | 3     |
| Porto B       | Total         | 45    | 6     | -                | -                | -                     | -                     | -     | -     | 45    | 6     |
| Setúbal       | 2007/08       | 24    | 4     | 5                | 0                | -                     | -                     | 5     | 0     | 34    | 4     |
| Setúbal       | 2008/09       | 29    | 2     | 3                | 2                | 2                     | 1                     | 2     | 0     | 36    | 5     |
| Setúbal       | Total         | 53    | 6     | 8                | 2                | 2                     | 1                     | 7     | 0     | 70    | 9     |
| Rio Ave       | 2009/10       | 30    | 3     | 5                | 0                | -                     | -                     | 5     | 1     | 40    | 3     |
| Rio Ave       | 2010/11       | 29    | 2     | 4                | 2                | -                     | -                     | 2     | 0     | 35    | 4     |
| Rio Ave       | Total         | 59    | 5     | 9                | 2                | -                     | -                     | 7     | 1     | 75    | 7     |
| Deportivo     | 2011/12       | 29    | 7     | 0                | 0                | -                     | -                     | -     | -     | 29    | 7     |
| Deportivo     | 2012/13       | 38    | 6     | 2                | 0                | -                     | -                     | -     | -     | 40    | 6     |
| Deportivo     | 2013/14       | 1     | 0     | 0                | 0                | -                     | -                     | -     | -     | 1     | 0     |
| Deportivo     | 2016/17       | 22    | 0     | 2                | 1                | -                     | -                     | -     | -     | 24    | 1     |
| Deportivo     | 2017/18       | 5     | 0     | 1                | 0                | -                     | -                     | -     | -     | 6     | 0     |
| Deportivo     | Total         | 95    | 13    | 5                | 1                | -                     | -                     | -     | -     | 100   | 14    |
| Dnipro        | 2013/14       | 10    | 3     | 1                | 0                | 6                     | 0                     | -     | -     | 17    | 3     |
| Dnipro        | 2014/15       | 23    | 5     | 4                | 0                | 18                    | 0                     | -     | -     | 45    | 5     |
| Dnipro        | 2015/16       | 23    | 1     | 6                | 2                | 6                     | 1                     | -     | -     | 35    | 4     |
| Dnipro        | Total         | 56    | 9     | 11               | 2                | 30                    | 1                     | -     | -     | 97    | 12    |
| Total carrera | Total carrera | 320   | 39    | 35               | 7                | 35                    | 3                     | 14    | 1     | 404   | 50    |

## Selección nacional
Bruno Gama ha sido internacional en las categorías inferiores de la selección de fútbol de Portugal, en la absoluta ya ha sido convocado pero aún no ha llegado a debutar.
Con la selección sub-17 se proclama campeón en el Europeo de 2003 con solo 15 años, jugando 40 minutos en la final contra España junto con otros jugadores como João Moutinho o Miguel Veloso.
| Selección       | País     | Periodo   | Partidos (goles) |
| --------------- | -------- | --------- | ---------------- |
| Portugal sub-16 | Portugal | 2002      | 7 (0)            |
| Portugal sub-17 | Portugal | 2003-2004 | 34 (11)          |
| Portugal sub-18 | Portugal | 2004-2005 | 6 (2)            |
| Portugal sub-19 | Portugal | 2005-2006 | 17 (9)           |
| Portugal sub-20 | Portugal | 2006-2007 | 14 (6)           |
| Portugal sub-21 | Portugal | 2008-2009 | 5 (0)            |
| Portugal sub-23 | Portugal | 2009-2010 | 2 (1)            |

## Palmarés

### Campeonatos nacionales
| Título           | Club                         | País     | Año  |
| ---------------- | ---------------------------- | -------- | ---- |
| Taça da Liga     | Vitória F. C.                | Portugal | 2008 |
| Segunda División | R. C. Deportivo de La Coruña | España   | 2012 |
| Copa de Chipre   | AEK Larnaca                  | Chipre   | 2025 |

### Campeonatos internacionales
| Título          | Selección             | Sede     | Año  |
| --------------- | --------------------- | -------- | ---- |
| Eurocopa Sub-17 | Selección de Portugal | Portugal | 2003 |